# Topos (filosofie)
Topos of toop (mv. topoi; Oudgrieks τόπος, plaats) betekent gemeenplaats. Het begrip laat zich door Aristoteles in zijn boek de Topica definiëren als: "Predikaten die aan alle onderwerpen gemeen zijn". In zijn boek Retorica definieert Aristoteles een toop als "een element waaronder een verzameling enthymemen valt".
Een toop is een type redenering. Aristoteles onderscheidt dus verschillende typen redeneringen, zowel voor het syllogisme en voor het enthymeem en zowel voor juiste redeneringen en drogredenen.
Voorbeeld:
- Kan een konijn wenen? Nee, want het kan niet lachen.
toop: Als je het een kunt zeggen van een subject, dan moet je ook het tegengestelde kunnen zeggen over datzelfde subject.